# Oligohidramni
L'oligohidramni (o oligoamni) fa referència a quantitat baixa de líquid amniòtic (de l'embaràs), que llavors és inferior a uns 300 cm3. Generalment, sol aparèixer en el primer trimestre de gestació però també pot aparèixer en qualsevol moment. El volum de líquid amniòtic varia segons edat gestacional. Per exemple, a les 36-37 setmanes és de 800-1000ml. Una alteració del líquid pot comportament complicacions pel fetus.

## Epidemiologia
Aproximadament, afecta a un 4% d'embarassos. Pel que fa a l'edat de la mare no s'ha demostrat factors de risc. La taxa de mortalitat és elevada.

## Etiologia

Placenta dins la qual s'hi troba el líquid amniòtic

Hi ha diferents factors que poden desencadenar l'oligohidramni. Alguns d'ells són: alteracions tracte urinari fetal, agenèsia renal bilateral, ronyons poliquistics, obstrucció genitourinària, entre d'altres.Pel que fa a les dones, ús dels fàrmacs IECA.

## Complicacions
La poca quantitat de líquid amniòtic pot desencadenar complicacions en el fetus com: compressió abdomen fetal, fixació paret toràcica, hipoplàsia pulmonar, compressió cordó umbilical, acidosi fetal, disminució del valor APGAR, entre d'altres.
Altres problemes que pot causar depèn del trimestre en que apareix la patologia.

### Primer i segon trimestre
- Avortament espontani
- Mort del fetus
- Part prematur abans de les 37 setmanes de gestació
- Anomalies del fetus

### Tercer trimestre
- Increment de possibilitats de cesària
- Problemes durant el part(cordó umbilical queda comprimit)
- Creixement intrauterí més lent del normal

## Tractament
Un cop diagnosticada aquesta patologia cal aplicar tota una sèrie de mesures per intentar evitar les complicacions durant l'embaràs. Algunes d'elles són: hidratació materna oral o intravenosa i repòs absolut de la mare. Això, disminueix el risc de cesària i incrementa la quantitat de líquid.